# Redingote

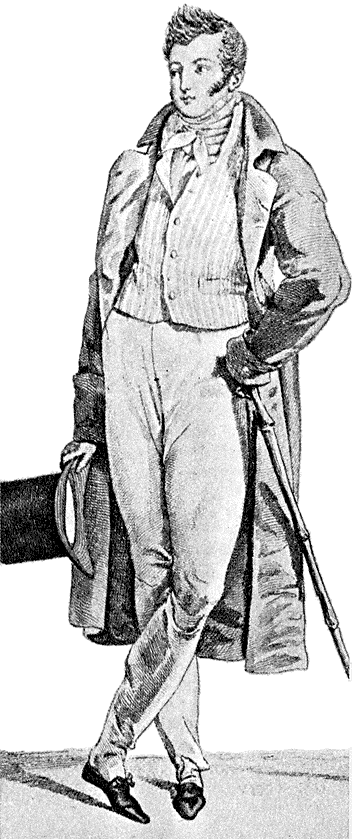
Homme en costume avec redingote (Paris, 1813).

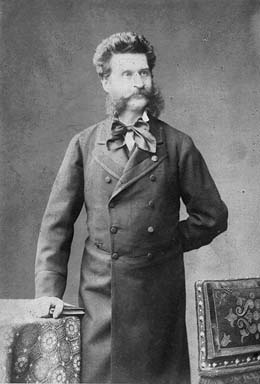
Johann Strauss II en redingote boutonnée.

Une redingote est à l'origine un vêtement masculin, mais il existe également pour les femmes. Il se présente sous la forme d'une longue veste croisée à basques.

## Description
C'est une sorte de vêtement intermédiaire entre la robe et le manteau qui est à l'origine un vêtement de cavalier.
C'est aussi un manteau féminin, serré à la taille et à jupe évasée.

## Étymologie et historique
Le mot est d’origine anglaise et a été créé dans le courant du XVIIIe siècle, en Grande-Bretagne et concerne le domaine de l’équitation. Le « riding-coat », signifie « manteau pour chevaucher » et la langue française a repris ce terme, à l'identique en francisant la prononciation.
Très en vogue au début des années 1860, elle sera progressivement remplacée par la veste.
La redingote connaît un certain regain de popularité auprès du mouvement gothique, apparu à la charnière des années 1970 et des années 1980. La mode steampunk a également relancé le port de ce type de vêtement

## Dans la culture

### Littérature
Ce mot est cité dans Le Ventre de Paris, un roman d'Émile Zola, publié en 1873: 
«  Il était lamentable avec son pantalon noir, sa redingote noire, tout effiloquée. »
Il est aussi cité dans la nouvelle Deux acteurs pour un rôle écrite par le français Théophile Gauthier.

### Cinéma
La Redingote est un film tourné par Louis Feuillade, sorti en août 1909.

### Personnalités historiques
L'empereur Napoléon 1er est souvent représenté dans la culture populaire avec son bicorne et une redingote grise. L’ampleur de la coupe lui permettait de l’enfiler par-dessus son uniforme et de pouvoir ainsi garder ses épaulettes qu’il rabattait sur sa poitrine.

### Personnalités de fiction
C'est notamment porté par Alastor (le démon de la radio) dans Hazbin Hotel, elle est d'une couleur rouge rayée.

Quelques photos de redingotes
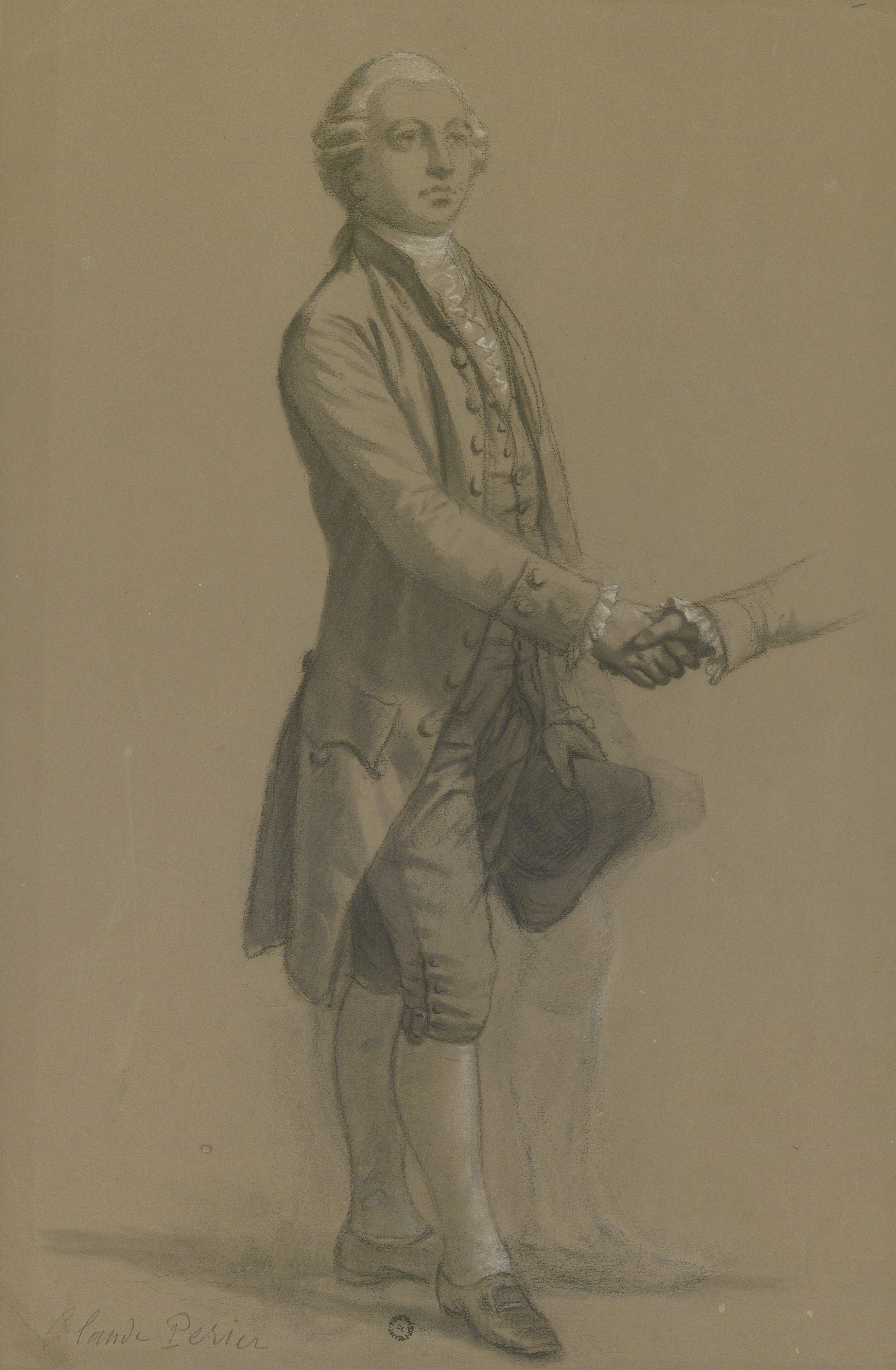
Étude pour le tableau représentant l’assemblée de Vizille de 1788 : Claude Périer (1742-1801) en redingote, par Alexandre Debelle.
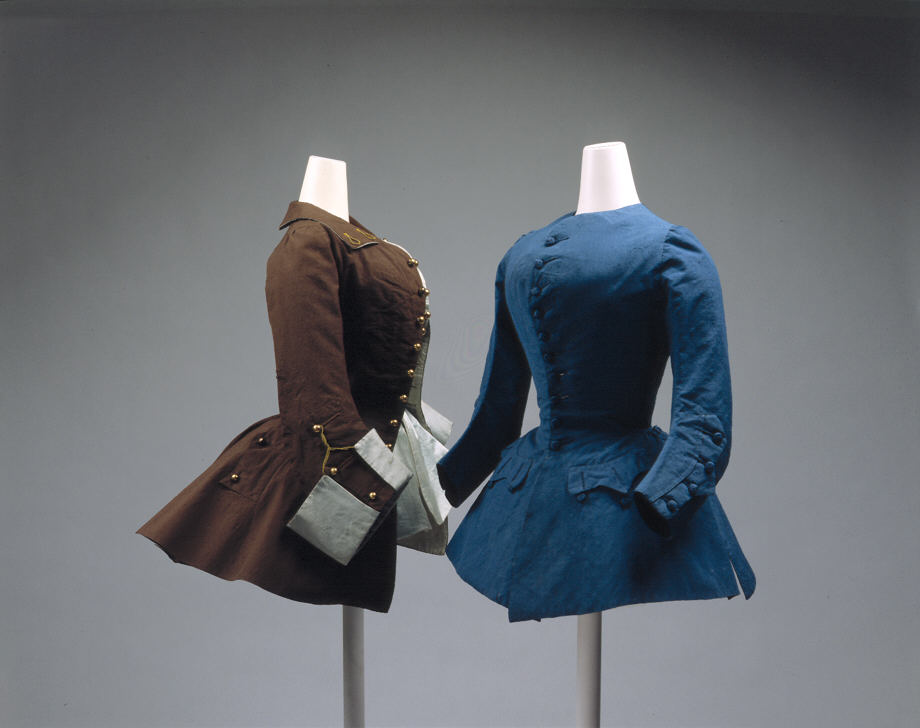
Redingotes exposées au Metropolitan Museum of Art.
Page tiré du Petit Courrier des Dames (1829), style bourgeois typique de la première moitié du XIXe siècle.
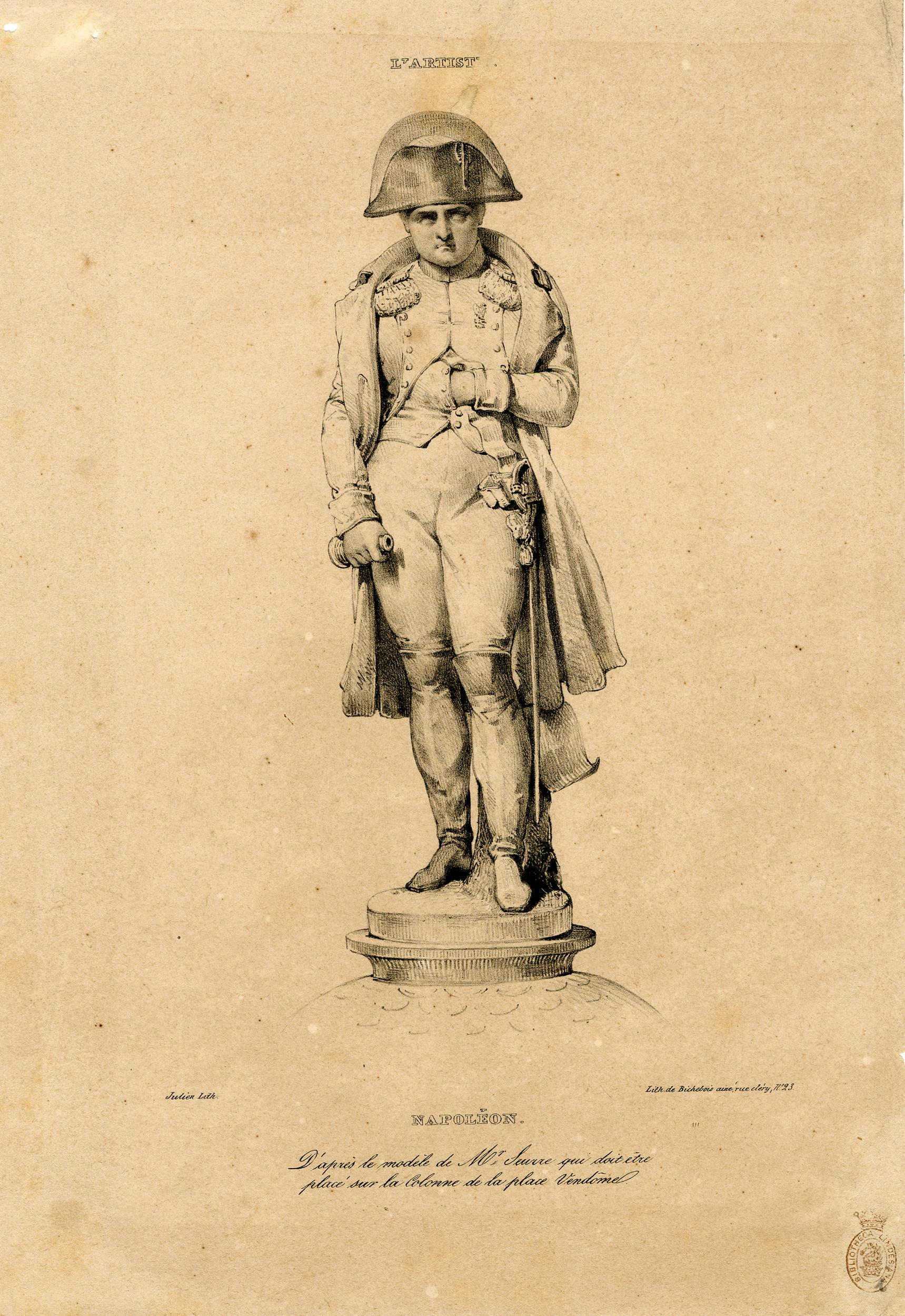
Étude pour la statue de Napoléon Ier en redingote, place Vendôme, par Charles Émile Seurre (1833).
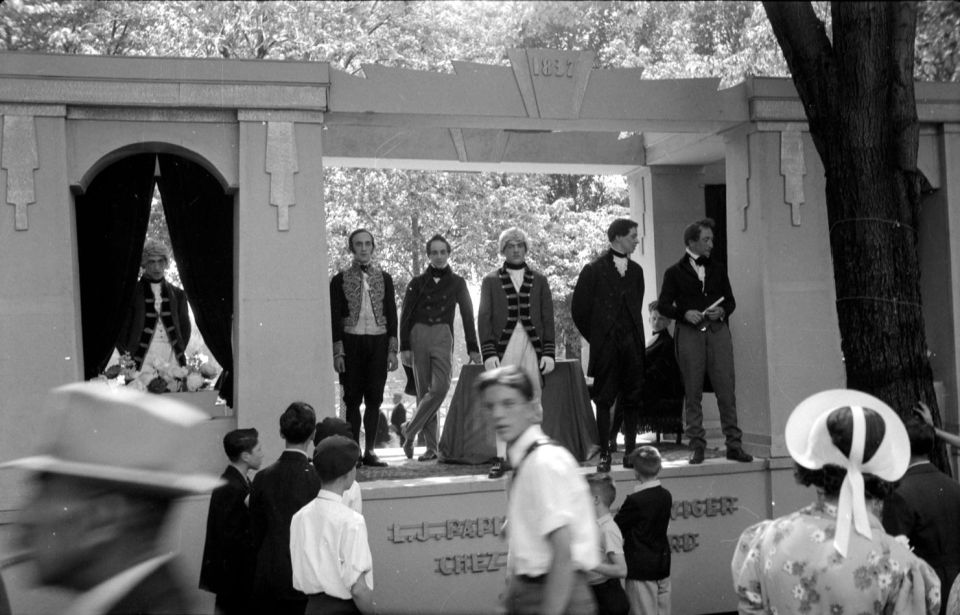
Messieurs en redingote, pour la parade de la Saint Jean-Baptiste 1937, à Montréal, Québec.
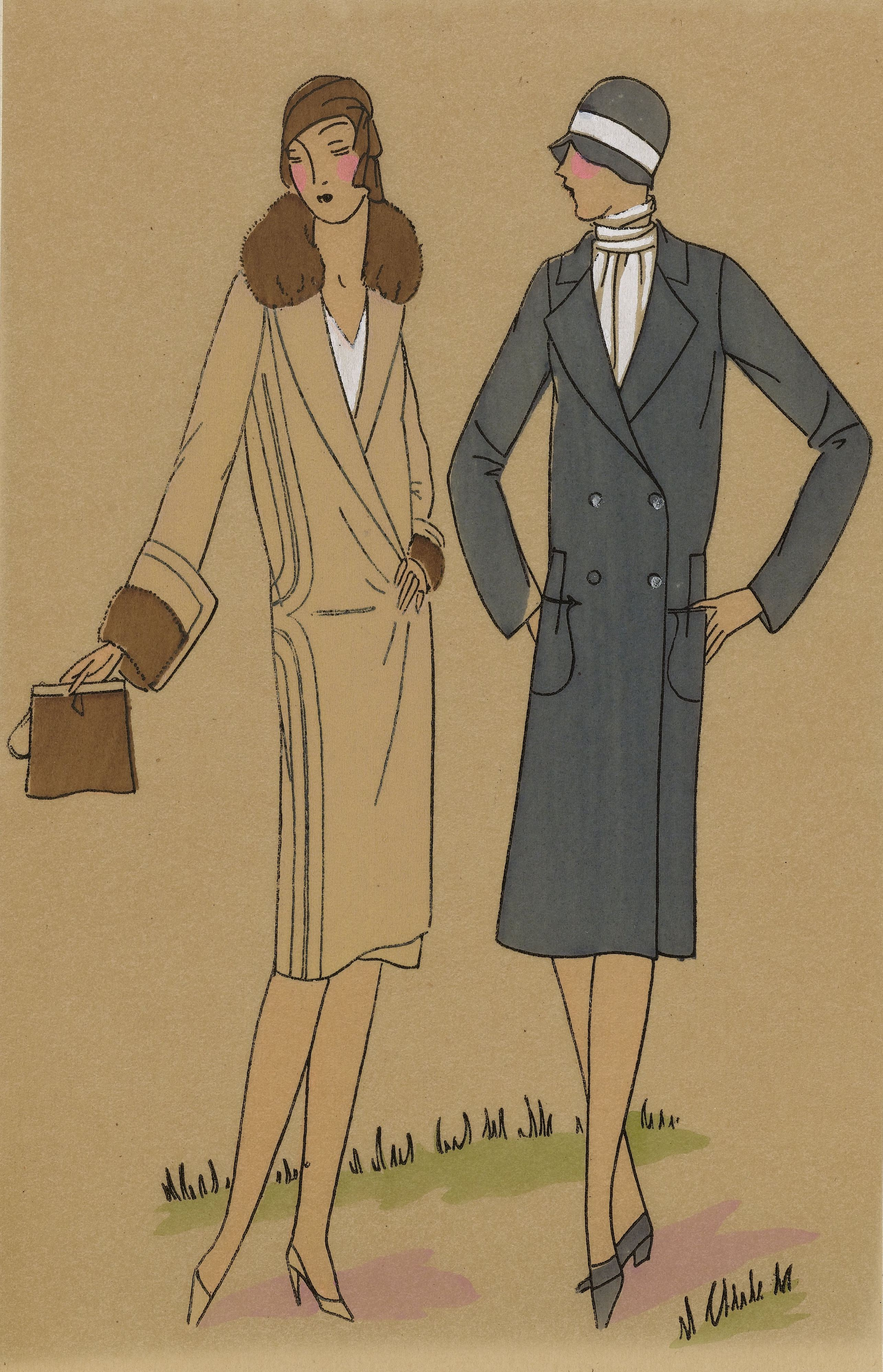
La redingote est réinventée pendant les Années folles, à Paris ; ici dans le magazine Très Parisien, 1928.
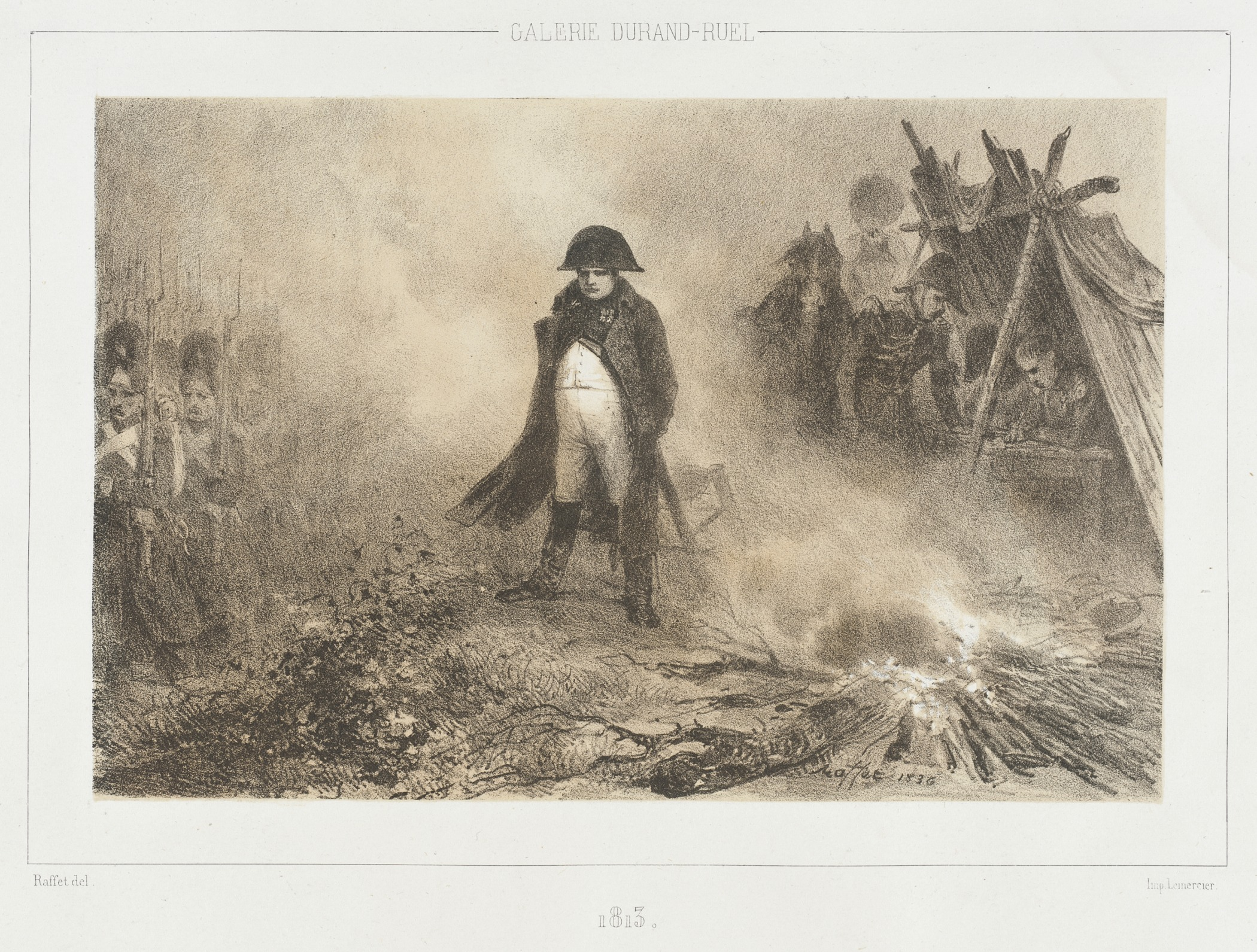
Napoléon Bonaparte portant sa célèbre redingote par Auguste Raffet.
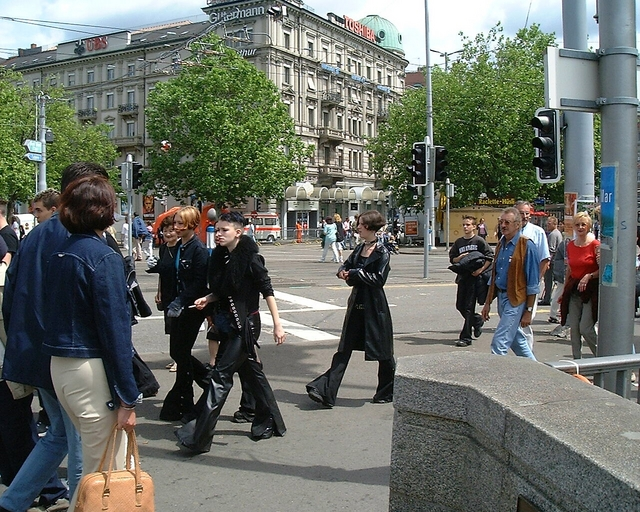
Jeune fille gothique en redingote noire.